# Сеидов, Сапармурад Сеидович
Сапармурад Сеидович Сеидов (туркм. Saparmyrat Seidow; 22 апреля 1942, Ашхабад — 28 июля 2013) — военный и государственный деятель Туркмении.

## Биография
Обучался в Туркменском государственном университете и закончил его в 1965 году.
После окончания учёбы трудоустроился в школу-интернат города Бюзмейина, где с 1965 по 1968 год преподавал английский язык. С 1968 года начал работать в системе КГБ Туркменской ССР. С 1991 по 1992 год занимал должность первого заместителя председателя Комитета национальной безопасности Туркменистана.
С 25 мая 1992 года по 11 октября 1996 года занимал должность председателя Комитета национальной безопасности Туркменистана. 26 мая 1992 получил воинское звание генерал-майора. 21 декабря 1992 получил воинское звание генерал-лейтенанта.
С 11 октября 1996 года работал государственным советником Президента Туркменистана по национальной безопасности.
Со 2 февраля 1996 года по 6 июня 1997 года занимал должность председателя Государственной комиссии Туркменистана по чрезвычайным ситуациям.
До 23 марта 1999 года работал заместителем начальника Государственной пограничной службы Туркменистана, 23 марта был уволен с этой должности за недостатки в служебной деятельности и с понижен в звании до генерал-лейтенанта. После увольнения вышел на пенсию.
В 2002 году в связи с событиями 25 ноября 2002 года в Ашхабаде, когда Народно-демократическое движение Туркменистана попыталось свергнуть режим Сапармурада Ниязова, Сапармурада Сеидова обвинили в недонесении о готовящемся преступлении и арестовали. В 2003 году состоялся суд, в результате которого Сеидова приговорили к шести годам лишения свободы в колонии строгого режима, проживанию в течение пяти лет поле окончания основного наказания «в установленном месте», а также запрету занимать руководящие и материально-ответственные должности в течение трёх лет.
В октябре 2008 года был освобожден из заключения.
В 2012 году пытался выехать за границу для прохождения лечения, в связи с чем обращался к властям о разрешении выезда, но получил отказ.
Умер 28 июля 2013 года в Ашхабаде .

## Воинские звания
- полковник
- генерал-майор (с 26 мая 1992)
- генерал-лейтенант (с 21 декабря 1992)
- генерал-полковник
- генерал-лейтенант (23 марта 1999) — понижен в воинском звании за недостатки в служебной деятельности

## Награды
- медаль «Эдерменлик» (26.10.1993)
- медаль «За любовь к Отечеству» (24.09.1996)